# Freycinetia bismarckensis
Freycinetia bismarckensis är en enhjärtbladig växtart som beskrevs av Huynh. Freycinetia bismarckensis ingår i släktet Freycinetia och familjen Pandanaceae.
Artens utbredningsområde är Papua Nya Guinea. Inga underarter finns listade.